# Alloperla medveda
Alloperla medveda är en bäcksländeart som beskrevs av William Edwin Ricker 1952. Alloperla medveda ingår i släktet Alloperla och familjen blekbäcksländor. Inga underarter finns listade i Catalogue of Life.